# Tribonium conspersum
Tribonium conspersum är en kackerlacksart som först beskrevs av Félix Édouard Guérin-Méneville och Achille Rémy Percheron 1835.  Tribonium conspersum ingår i släktet Tribonium och familjen jättekackerlackor. Inga underarter finns listade i Catalogue of Life.